# Пежо тип 37
Пежо тип 37 (фр. Peugeot Type 37) је аутомобил произведен 1902. од стране француског произвођача аутомобила Пежо у њиховој фабрици у Оданкуру. У том раздобљу је укупно произведено 100 јединица.
Аутомобил покреће једноцилиндрични четворотактни мотор постављен напред, а преко челичног ротирајућег погонског вратила је пренет погон на задње точкове. Његова максимална снага била је 5 КС, запремина 652 cm³, а развијао је максималну брзину од 40 км/ч.
Међуосовинско растојање возила је 140 цм, дужина 245 цм. Облик каросерије victoriette, кабриолет двосед.